# Prague Black Panthers 2016
Questa voce raccoglie le informazioni riguardanti i Prague Black Panthers nelle competizioni ufficiali della stagione 2016.

## Maschile

### Česká Liga Amerického Fotbalu 2016

#### Stagione regolare
| Praga 10 aprile 2016, ore 15:00 2ª giornata | Prague Black Panthers | 28 – 34 (0-7 13-21 6-0 9-6) referto | Prague Lions | Eden Aréna (493 spett.)\| Arbitro: \| Gazdík \| |
| Arbitro:                                    | Gazdík                |                                     |              |                                                 |

| Ostrava 17 aprile 2016, ore 15:00 3ª giornata | Ostrava Steelers | 21 – 37 (0-13 0-14 14-3 7-7) referto | Prague Black Panthers | Poruba (352 spett.)\| Arbitro: \| Gazdík \| |
| Arbitro:                                      | Gazdík           |                                      |                       |                                             |

| Praga 23 aprile 2016, ore 16:00 4ª giornata | Prague Black Panthers | 28 – 14 (8-0 13-0 7-6 0-8) referto | Trnava Bulldogs | Eden Aréna (210 spett.)\| Arbitro: \| Janhuba \| |
| Arbitro:                                    | Janhuba               |                                    |                 |                                                  |

| Praga 7 maggio 2016, ore 16:00 6ª giornata | Prague Black Panthers | 33 – 6 (20-0 13-0 0-3 0-3) referto | Ostrava Steelers | Eden Aréna (180 spett.)\| Arbitro: \| Gazdík \| |
| Arbitro:                                   | Gazdík                |                                    |                  |                                                 |

| Praga 22 maggio 2016, ore 14:00 8ª giornata | Prague Lions | 26 – 10 (0-0 6-7 14-3 6-0) referto | Prague Black Panthers | Hostivař (320 spett.)\| Arbitro: \| Gazdík \| |
| Arbitro:                                    | Gazdík       |                                    |                       |                                               |

| Příbram 28 maggio 2016, ore 14:00 9ª giornata | Příbram Bobcats | 7 – 21 (0-6 7-8 0-0 0-7) referto | Prague Black Panthers | Marila (120 spett.)\| Arbitro: \| Martinček \| |
| Arbitro:                                      | Martinček       |                                  |                       |                                                |

| Pardubice 5 giugno 2016, ore 13:00 10ª giornata | Pardubice Stallions | 27 – 17 (5-7 7-10 8-0 7-0) referto | Prague Black Panthers | Letní stadion (380 spett.)\| Arbitro: \| Gazdík \| |
| Arbitro:                                        | Gazdík              |                                    |                       |                                                    |

| Praga 11 giugno 2016, ore 16:00 11ª giornata | Prague Black Panthers | 23 – 17 (10-0 10-11 3-0 0-6) referto | Příbram Bobcats | Eden Aréna (248 spett.)\| Arbitro: \| Janhuba \| |
| Arbitro:                                     | Janhuba               |                                      |                 |                                                  |

| Praga 2 luglio 2016, ore 16:00 14ª giornata | Prague Black Panthers | 38 – 7 (0-7 10-0 21-0 7-0) referto | Pardubice Stallions | Eden Aréna (320 spett.)\| Arbitro: \| Gazdík \| |
| Arbitro:                                    | Gazdík                |                                    |                     |                                                 |

| Trnava 9 luglio 2016, ore 14:00 15ª giornata | Trnava Bulldogs | 34 – 0 (6-0 14-0 7-0 7-0) referto | Prague Black Panthers | Energo (100 spett.)\| Arbitro: \| Frehar \| |
| Arbitro:                                     | Frehar          |                                   |                       |                                             |

#### Playoff
| Žižkov 23 luglio 2016, ore 19:30 Czech Bowl | Prague Lions | 9 – 10 (0-0 7-7 0-0 2-3) referto | Prague Black Panthers | (2638 spett.)\| Arbitro: \| Gazdík \| |
| Arbitro:                                    | Gazdík       |                                  |                       |                                       |

### Austrian Football League 2016

#### Stagione regolare
| 26 marzo 2016 1ª giornata | Prague Black Panthers | 28 – 48 (7-7 3-24 7-17 11-0) | Tirol Raiders |  |

| 2 aprile 2016 2ª giornata | Graz Giants | 19 – 9 (6-0 6-7 0-0 7-2) | Prague Black Panthers | (2200 spett.) |

| 16 aprile 2016 3ª giornata | Prague Black Panthers | 27 – 14 (13-0 7-6 0-0 7-0) | Danube Dragons |  |

| 1º maggio 2016 4ª giornata | Tirol Raiders | 37 – 0 (14-0 16-0 7-0 0-0) | Prague Black Panthers | (1000 spett.) |

| 14 maggio 2016 5ª giornata | Prague Black Panthers | 0 – 49 (0-21 0-0 0-21 0-7) | Vienna Vikings |  |

| 21 maggio 2016 6ª giornata | AFC Rangers Mödling | 49 – 42 (0-21 14-7 14-0 21-14) | Prague Black Panthers |  |

| 29 maggio 2016 7ª giornata | Danube Dragons | 23 – 22 (0-3 7-12 0-7 16-0) | Prague Black Panthers |  |

| 4 giugno 2016 8ª giornata | Prague Black Panthers | 42 – 41 (14-13 7-0 7-6 14-22) | Cineplexx Blue Devils |  |

| 18 giugno 2016 9ª giornata | Cineplexx Blue Devils | 31 – 28 (21-14 0-7 10-7 0-0) | Prague Black Panthers |  |

| 25 giugno 2016 10ª giornata | Prague Black Panthers | 27 – 41 (7-6 14-14 0-14 6-7) | Ljubljana Silverhawks |  |

#### Statistiche di squadra
| Competizione      | %Vittorie | In casa | In casa | In casa | In casa | In casa | In casa | In trasferta | In trasferta | In trasferta | In trasferta | In trasferta | In trasferta | Totale | Totale | Totale | Totale | Totale | Totale |
| Competizione      | %Vittorie | G       | V       | N       | P       | Pf      | Ps      | G            | V            | N            | P            | Pf           | Ps           | G      | V      | N      | P      | Pf     | Ps     |
| ----------------- | --------- | ------- | ------- | ------- | ------- | ------- | ------- | ------------ | ------------ | ------------ | ------------ | ------------ | ------------ | ------ | ------ | ------ | ------ | ------ | ------ |
| Stagione regolare | .600      | 5       | 4       | 0       | 1       | 150     | 78      | 5            | 2            | 0            | 3            | 85           | 115          | 10     | 6      | 0      | 4      | 235    | 193    |
| Playoff           | 1.000     | 0       | 0       | 0       | 0       | 0       | 0       | 1            | 1            | 0            | 0            | 10           | 9            | 1      | 1      | 0      | 0      | 10     | 9      |
| Stagione regolare | .200      | 5       | 2       | 0       | 3       | 124     | 193     | 5            | 0            | 0            | 5            | 101          | 159          | 10     | 2      | 0      | 8      | 225    | 352    |
| Totale            | .429      | 10      | 6       | 0       | 4       | 274     | 271     | 11           | 3            | 0            | 8            | 196          | 283          | 21     | 9      | 0      | 12     | 470    | 554    |

### Statistiche personali
Statistiche personali note solo per il campionato ceco.

#### Marcatori
| Giocatore | Ruolo | TD rush | TD recv | TD int | TD p.ret | TD k.ret | TD oth | Xp1 | Xp2 | FG  | Saf | Totale |
| --------- | ----- | ------- | ------- | ------ | -------- | -------- | ------ | --- | --- | --- | --- | ------ |
| Dundáček  |       | 9       | 1       | 0      | 0        | 0        | 0      | 0   | 2   | 0   | 0   | 64     |
| Hruboň    |       | 0+0     | 0+0     | 0+0    | 0+0      | 0+0      | 0+0    | 9+1 | 0+0 | 5+1 | 0+0 | 28     |
| Hlach     |       | 0       | 3       | 0      | 0        | 0        | 0      | 0   | 0   | 0   | 0   | 18     |
| Lovecchio |       | 0       | 3       | 0      | 0        | 0        | 0      | 0   | 0   | 0   | 0   | 18     |
| Woleský   |       | 0       | 2       | 0      | 0        | 0        | 0      | 2   | 0   | 1   | 0   | 17     |
| Balažovič |       | 0       | 2       | 0      | 0        | 0        | 0      | 0   | 0   | 0   | 0   | 12     |
| Beran     |       | 0       | 2       | 0      | 0        | 0        | 0      | 0   | 0   | 0   | 0   | 12     |
| Jenšík    |       | 0       | 1       | 0      | 1        | 0        | 0      | 0   | 0   | 0   | 0   | 12     |
| Kršák     |       | 0       | 2       | 0      | 0        | 0        | 0      | 0   | 0   | 0   | 0   | 12     |
| Mráz      |       | 0       | 2       | 0      | 0        | 0        | 0      | 0   | 0   | 0   | 0   | 12     |
| Pátek     |       | 2       | 0       | 0      | 0        | 0        | 0      | 0   | 0   | 0   | 0   | 12     |
| Kárník    |       | 0       | 0       | 0      | 0        | 0        | 0      | 7   | 0   | 1   | 0   | 10     |
| Hamal     |       | 0       | 0       | 0      | 1        | 0        | 0      | 0   | 0   | 0   | 0   | 6      |
| Kabát     |       | 0+0     | 0+0     | 0+1    | 0+0      | 0+0      | 0+0    | 0+0 | 0+0 | 0+0 | 0+0 | 6      |
| Jantoš    |       | 0       | 0       | 0      | 0        | 0        | 0      | 1   | 0   | 1   | 0   | 4      |
| Team      |       | 0       | 0       | 0      | 0        | 0        | 0      | 0   | 0   | 0   | 1   | 2      |

#### Passer rating
| Giocatore | G   | Att    | Comp   | Int | Yds      | TD   | NFL    | NCAA   |
| --------- | --- | ------ | ------ | --- | -------- | ---- | ------ | ------ |
| Zahradka  | 1+1 | 29+4   | 16+3   | 1+0 | 277+21   | 3+0  | 105,37 | 157,37 |
| Dundáček  | 9+1 | 243+26 | 119+12 | 6+1 | 1625+165 | 14+0 | 76,90  | 116,57 |
| Mráz      | 1   | 14     | 4      | 1   | 17       | 0    | 41,96  | 79,86  |
| Chvalina  | 4   | 23     | 11     | 4   | 110      | 0    | 22,28  | 53,22  |
| Team      | 2   | 0      | 0      | 0   | -91      | 0    |        |        |

## Femminile

### Ženská Liga Amerického Fotbalu 2016

#### Stagione regolare
| Praga 11 settembre 2016, ore 15:30 1ª giornata | Prague Harpies | 7 – 35 (0-2 0-20 0-13 7-0) referto | Prague Black Cats | Motorlet (213 spett.)\| Arbitro: \| Klimeš \| |
| Arbitro:                                       | Klimeš         |                                    |                   |                                               |

| Čelákovice 24 settembre 2016, ore 15:30 3ª giornata | Prague Black Cats | 18 – 12 (12-6 6-6 0-0 0-0) referto | Brno Amazons | (125 spett.)\| Arbitro: \| Malý \| |
| Arbitro:                                            | Malý              |                                    |              |                                    |

| Brno 1º ottobre 2016, ore 15:30 4ª giornata | Brno Amazons | 12 – 24 (0-0 6-6 6-6 0-12) referto | Prague Black Cats | Ragby Bystrc (310 spett.)\| Arbitro: \| Klimeš \| |
| Arbitro:                                    | Klimeš       |                                    |                   |                                                   |

| Čelákovice 16 ottobre 2016, ore 15:00 6ª giornata | Prague Black Cats | 35 – 24 (8-0 7-6 13-12 7-6) referto | Prague Harpies | (207 spett.)\| Arbitro: \| Malý \| |
| Arbitro:                                          | Malý              |                                     |                |                                    |

#### Playoff
| Čelákovice 30 ottobre 2016, ore 13:30 Rose Bowl | Prague Black Cats | 12 – 26 (0-6 6-7 0-0 6-13) referto | Brno Amazons | (260 spett.)\| Arbitro: \| Gazdík \| |
| Arbitro:                                        | Gazdík            |                                    |              |                                      |

### Statistiche di squadra
| Competizione      | %Vittorie | In casa | In casa | In casa | In casa | In casa | In casa | In trasferta | In trasferta | In trasferta | In trasferta | In trasferta | In trasferta | Totale | Totale | Totale | Totale | Totale | Totale |
| Competizione      | %Vittorie | G       | V       | N       | P       | Pf      | Ps      | G            | V            | N            | P            | Pf           | Ps           | G      | V      | N      | P      | Pf     | Ps     |
| ----------------- | --------- | ------- | ------- | ------- | ------- | ------- | ------- | ------------ | ------------ | ------------ | ------------ | ------------ | ------------ | ------ | ------ | ------ | ------ | ------ | ------ |
| Stagione regolare | 1.000     | 2       | 2       | 0       | 0       | 53      | 36      | 2            | 2            | 0            | 0            | 59           | 19           | 4      | 4      | 0      | 0      | 112    | 55     |
| Playoff           | .000      | 1       | 0       | 0       | 1       | 12      | 26      | 0            | 0            | 0            | 0            | 0            | 0            | 1      | 0      | 0      | 1      | 12     | 26     |
| Totale            | .800      | 3       | 2       | 0       | 1       | 65      | 62      | 2            | 2            | 0            | 0            | 59           | 19           | 5      | 4      | 0      | 1      | 124    | 81     |